# Difference (band)
Difference was een psychedelische rockband uit Noorwegen. De band speelde van 1966 tot 1969 en vervolgens opnieuw van 1974 tot 1980.
Het orgel nam een vooraanstaande plaats in, geïnspireerd door de muziek van de Britse band Procol Harum. Enkele vooraanstaande leden, Ivar Gafseth, Tore Johansen en Erling Mylius, kwamen in de jaren negentig opnieuw bijeen in de formatie Travellin' Strawberries.

## Leden
- Ivar Gafseth (orgel)
- Tore Johansen (zang)
- Erling Mylius (basgitaar)
- Arne Jacobsen (gitaar)
- Ivar Fjøseide (basgitaar)
- Knut Solem (drum)
- Snorre Tømmerås (gitaar)
- Stein Olsen (gitaar)
- Einar Horgmo (percussie)
- Ingeborg Kaldager (zang)
- Jon Peter Westerlund (gitaar)
- Asbjørn Bach (trompet)
- Kalle Holst (saxofoon)

## Discografie

### Singles
- Tree of love (1967)
- This town ain't the same (1968)
- Where does the eagle fly (1968)
- Ballad of a broken heart (1968)
- Hva var før regn ble til regn (1968)
- Ode til gleden (1974)
- There's a light (1975)
- Fri mann (1976)

### Albums
- Difference (1974)
- Different ways (1975)
- Jubileum 1967-1977 (1977)
- The very best of Difference (verzamelalbum, 1995)